# Immeuble des Cinq Pignons
L'immeuble des Cinq Pignons est un immeuble situé dans la commune française de Lagny-sur-Marne, dans le département de Seine-et-Marne. Ses façades et toitures sont classées monument historique par arrêté du 12 mars 1970.

## Histoire

L'immeuble des Cinq Pignons dans le centre de Lagny-sur-Marne.

L'immeuble, situé sur la place de la Fontaine, était à l'origine une halle. Son nom vient des toitures en pignons sur lesquelles étaient installées de grandes girouettes, aujourd'hui disparues.
Cette halle servait au Moyen Âge à accueillir les nombreux marchands venant de toute l'Europe occidentale pour participer aux foires de Champagne qui duraient des semaines.
Au XVIIe siècle, des habitations ont été ajoutées à ce bâtiment.

## Architecture

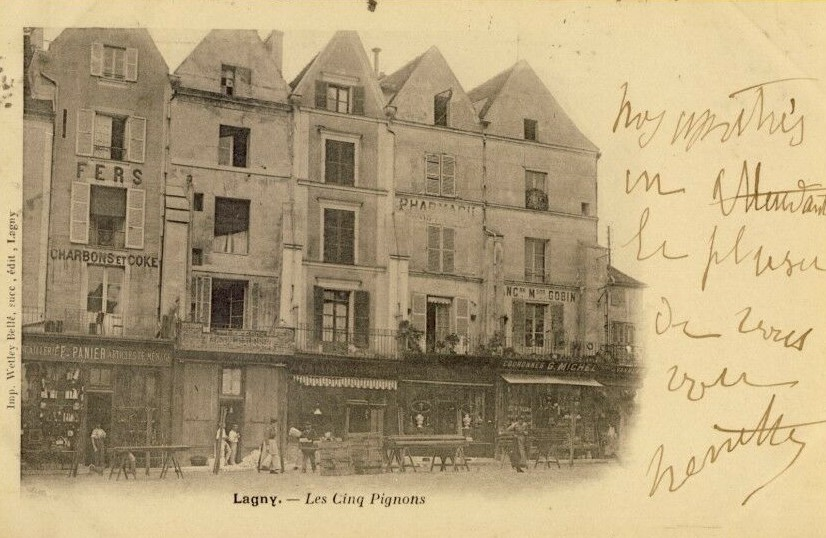
Lagny-sur-Marne - Les 5 pignons.

La voûte d'origine, sur colonnes à chapiteaux sculptés, est toujours visible dans deux commerces qui occupent le rez-de-chaussée de cet immeuble.